# Les Bijoutiers du clair de lune
Pour plus de détails, voir Fiche technique et Distribution.
Les Bijoutiers du clair de lune est un film franco-italien réalisé par Roger Vadim et sorti en 1958.
C'est une adaptation (assez peu fidèle) du roman éponyme d'Albert Vidalie dont l'action se situe en France au Second Empire , dans un village du Hurepoix

## Synopsis
Une jeune fille orpheline, Ursula, sort du couvent et se rend en Espagne pour vivre chez son oncle Ribera et sa tante Florentine. À son arrivée, elle est témoin d’un drame : une jeune fille s'est suicidée en se précipitant dans un puits. Le frère de la morte, Lambert, accoste Ursula avec l’intention de rencontrer son oncle qu’il rend responsable de la mort de sa sœur, l’accusant d’avoir abusé d’elle. Lambert est roué de coups et jeté à la porte par les hommes de Ribera. Ursula lui porte secours et ne tarde pas à en tomber amoureuse. Elle doit bientôt repousser les avances violentes de son oncle et Lambert, en essayant de se défendre lorsque Ribera l’agresse, le tue d’un coup de couteau. Les événements vont se précipiter, entraînant Ursula, Lambert et Florentine, qui est sa maîtresse, dans une spirale à l’issue tragique…

## Fiche technique
- Titre : Les Bijoutiers du clair de lune
- Titre italien : Gli Amanti del chiaro di luna
- Réalisation : Roger Vadim, assisté de  Jean Dewever, Paul Feyder, Guy Henri
- Scénario : Roger Vadim d’après le roman Les Bijoutiers du clair de lune d’Albert Vidalie
- Dialogues : Jacques Rémy, Roger Vadim, Peter Viertel
- Décors : Jean André
- Costumes : Lucilla Mussini
- Photographie : Armand Thirard
- Photographe de plateau : Yves Mirkine et Serge Beauvarlet
- Son : Robert Biart
- Monteuse : Victoria Mercanton
- Musique : Georges Auric
- Accessoires : Louis Féraud pour Brigitte Bardot
- Maquilleurs : Odette Berroyer, Alexandre Marcus
- Scripte : Suzanne Durrenberger
- Producteur : Raoul Lévy
- Directeur de production : Roger Debelmas
- Sociétés de production : CEIAD (Compagnia Edizioni Internazionali Artistiche Distribuzione, Italie), Iéna Productions (France), UCIL (Union Cinématographique Lyonnaise, France)
- Année de tournage : 1957
- Tournage extérieur en  Espagne : Torremolinos et Alora dans la Province de Malaga, Andalousie
- Pays d’origine :  France,  Italie
- Format : couleur par Eastmancolor — 2.35:1 CinemaScope — son monophonique (Westrex Recording System) — 35 mm
- Genre : drame
- Durée : 95 min
- Dates de sortie : 
  - France - 16 avril 1958
  - États-Unis -  21 octobre 1958
  - Italie  -  4 décembre 1958
- Public : pour adultes

| Pays                            | Box-office France | Box-office Italie |
| Sortie                          | 16 avril 1958     | 4 décembre 1958   |
| ------------------------------- | ----------------- | ----------------- |
| Les Bijoutiers du clair de lune | 2 134 822 entrées | 1 900 000 entrées |

- Affiches : Boris Grinsson, Georges Kerfyser (France)

## Distribution
| - Brigitte Bardot : Ursula - Stephen Boyd : Lambert - Alida Valli : Florentine, la tante - Fernando Rey : l’oncle - José Nieto : le comte Ribera - Adriano Domínguez : Fernando - Mario Moreno : Alfonso - José Marco Davo : le chef de la police | - Maruchi Fresno : Conchita - Nicolás D. Perchicot : le prêtre - Antonio Prieto : le chef carabinier - José Tasso Tena : le palefrenier - Rafaël Torrobo : le vétérinaire - Tosi : le capitaine - Antonio Vico : le chauffeur du comte |